# Чемпионат Европы по дзюдо 1989

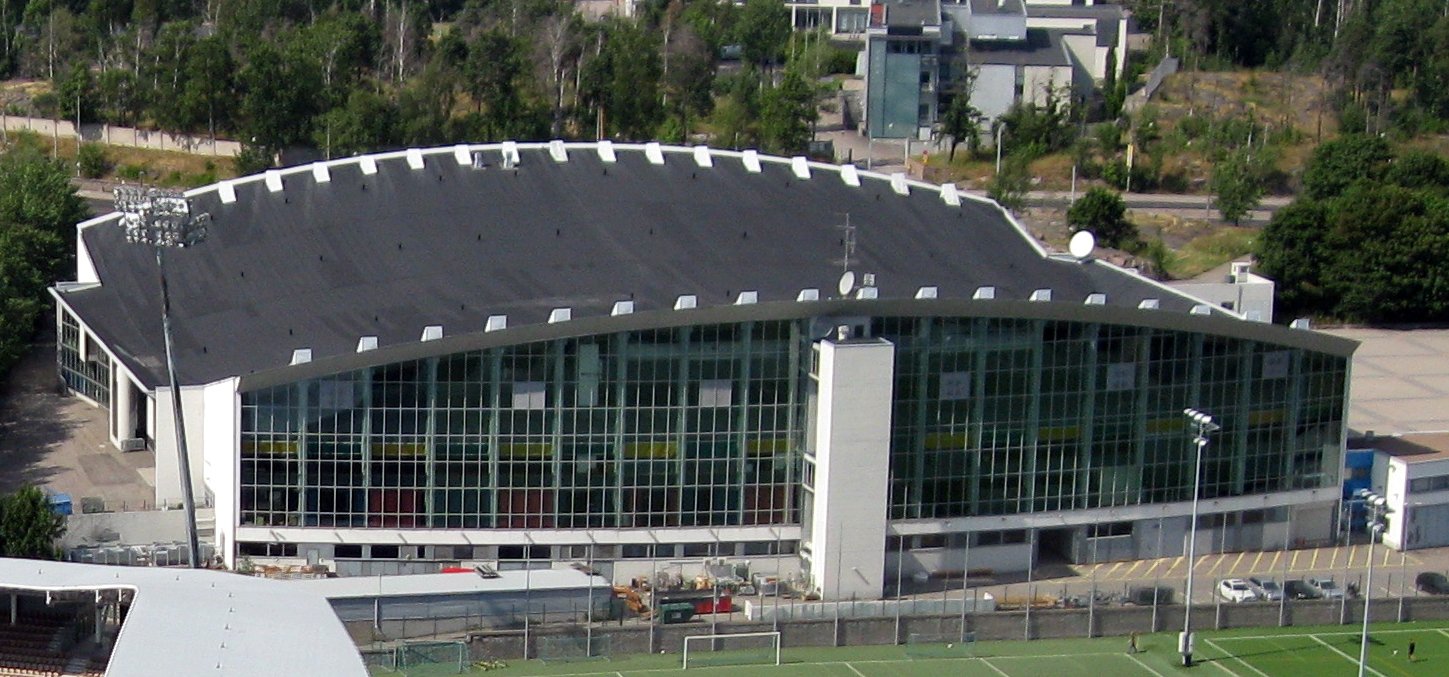
Ледовый дворец, в котором проходили соревнования

Чемпионат Европы по дзюдо 1989 года проходил в городе Хельсинки (Финляндия) 14 мая в Ледовом дворце.

## Медалисты

### Мужчины
| Весовая категория           | Золото                     | Серебро                      | Бронза                                                 |
| --------------------------- | -------------------------- | ---------------------------- | ------------------------------------------------------ |
| Наилегчайший вес (до 60 кг) | Амиран Тотикашвили · СССР  | Петер Седивак · Чехословакия | Филипп Прадирол · Франция Карлос Сотильо · Испания     |
| Полулёгкий вес (до 65 кг)   | Брюно Карабетта · Франция  | Сергей Космынин · СССР       | Йожеф Чак · ВНР Павел Петржиков · Чехословакия         |
| Лёгкий вес (до 71 кг)       | Йорма Корхонен · Финляндия | Берталан Хайтош · ВНР        | Марк Александр · Франция Георгий Тенадзе · СССР        |
| Полусредний вес (до 78 кг)  | Башир Вараев · СССР        | Франк Венеке · ФРГ           | Антонин Вюрт · Нидерланды Жолт Жольдош · ВНР           |
| Средний вес (до 86 кг)      | Фабьен Кану · Франция      | Виталий Будюкин · СССР       | Джорджо Висмара · Италия Аксель Лобенштайн · ГДР       |
| Полутяжёлый вес (до 95 кг)  | Коба Куртанидзе · СССР     | Иржи Сосна · Чехословакия    | Тео Мейер · Нидерланды Марк Майлинг · ФРГ              |
| Тяжёлый вес (свыше 95 кг)   | Рафал Кубацкий · ПНР       | Томас Мюллер · ГДР           | Ханс Буитинг · Нидерланды Григорий Веричев · СССР      |
| Абсолютная категория        | Юха Салонен · Финляндия    | Франк Мёллер · ГДР           | Харри ван Барневельд · Бельгия Сергей Косоротов · СССР |

### Женщины
| Весовая категория           | Золото                        | Серебро                         | Бронза                                                   |
| --------------------------- | ----------------------------- | ------------------------------- | -------------------------------------------------------- |
| Наилегчайший вес (до 48 кг) | Сесиль Новак · Франция        | Карен Бриггс · Великобритания   | Малгожата Рожковская · ПНР Марио Вилхова · Финляндия     |
| Полулёгкий вес (до 52 кг)   | Яана Ронкайнен · Финляндия    | Доминик Маоуи-брун · Франция    | Джоана Майдан · ПНР Шэрон Рендл · Великобритания         |
| Лёгкий вес (до 56 кг)       | Катерина Арнауд · Франция     | Мария Гонтовиц-шалас · ПНР      | Йенни Гал · Нидерланды Мириам Бласко · Испания           |
| Полусредний вес (до 61 кг)  | Катрин Флёри-Вашон · Франция  | Ленка Синдлерова · Чехословакия | Дайана Белл · Великобритания Яэль Арад · Израиль         |
| Средний вес (до 66 кг)      | Эмануэла Пьерантоцци · Италия | Александра Шрайбер · ФРГ        | Улла Вербрук · Бельгия Клари Лекат · Франция             |
| Полутяжёлый вес (до 72 кг)  | Ингрид Бергманс · Бельгия     | Элизабет Карлссон · Швеция      | Марион ван Дорссен · Нидерланды Элина Батайлер · Франция |
| Тяжёлый вес (свыше 72 кг)   | Анджелика Сериес · Нидерланды | Анне Акерблом · Финляндия       | Беата Максимов · ПНР Натали Люпино · Франция             |
| Абсолютная категория        | Ангелика Серис · Нидерланды   | Беата Максимов · ПНР            | Елена Гущина · СССР Ингрид Бергманс · Бельгия            |

## Медальный зачёт
| Место | Страна         | Золото | Серебро | Бронза | Всего |
| ----- | -------------- | ------ | ------- | ------ | ----- |
| 1     | Франция        | 5      | 1       | 5      | 11    |
| 2     | СССР           | 3      | 2       | 4      | 9     |
| 3     | Финляндия      | 3      | 1       | 1      | 5     |
| 4     | Нидерланды     | 2      | 0       | 5      | 7     |
| 5     | Польша         | 1      | 2       | 3      | 6     |
| 6     | Бельгия        | 1      | 0       | 3      | 4     |
| 7     | Италия         | 1      | 0       | 1      | 2     |
| 8     | Чехословакия   | 0      | 3       | 1      | 4     |
| 9=    | ФРГ            | 0      | 2       | 1      | 3     |
| 9=    | ГДР            | 0      | 2       | 1      | 3     |
| 11=   | Великобритания | 0      | 1       | 2      | 3     |
| 11=   | Венгрия        | 0      | 1       | 2      | 3     |
| 13    | Швеция         | 0      | 1       | 0      | 1     |
| 14    | Испания        | 0      | 0       | 2      | 2     |
| 15    | Израиль        | 0      | 0       | 1      | 1     |